# Campionato italiano di beach soccer 2022 - Poule Scudetto

## Date
| Fase           | Turno         | Data              |
| -------------- | ------------- | ----------------- |
| Poule Scudetto | Prima tappa   | 17-19 giugno 2022 |
| Poule Scudetto | Seconda tappa | 8-10 luglio 2022  |
| Poule Scudetto | Terza tappa   | 15-17 luglio 2022 |

## Squadre
- Catania SSD CT
- Catania
- Napoli
- Nettuno
- Pisa
- Sambenedettese
- Sicilia
- Terracina
- Viareggio

## Risultati

### Prima tappa
| Squadra 1      | Risultato       | Squadra 2      |
| 1ª giornata    | 1ª giornata     | 1ª giornata    |
| -------------- | --------------- | -------------- |
| Pisa           | 3 - 2           | Napoli         |
| Viareggio      | 1 - 3 (dts)     | Sambenedettese |
| Catania        | 7 - 1           | Sicilia        |
| Nettuno        | 9 - 3           | Canalicchio CT |
| 2ª giornata    |                 |                |
| Sambenedettese | 2 - 3           | Terracina      |
| Napoli         | 3 - 2           | Nettuno        |
| Sicilia        | 2 - 6           | Pisa           |
| Canalicchio CT | 4 - 13          | Viareggio      |
| 3ª giornata    |                 |                |
| Nettuno        | 4 - 4 (7-6 dtr) | Sicilia        |
| Viareggio      | 3 - 3 (5-3 dtr) | Napoli         |
| Pisa           | 3 - 1           | Catania        |
| Terracina      | 5 - 2           | Canalicchio CT |

### Seconda tappa
| Squadra 1      | Risultato   | Squadra 2      |
| 4ª giornata    | 4ª giornata | 4ª giornata    |
| -------------- | ----------- | -------------- |
| Nettuno        | 3 - 4       | Pisa           |
| Terracina      | 4 - 2       | Sicilia        |
| Sambenedettese | 5 - 3       | Napoli         |
| Viareggio      | 3 - 4       | Catania        |
| 5ª giornata    |             |                |
| Canalicchio CT | 3 - 5       | Sicilia        |
| Viareggio      | 10 - 4      | Nettuno        |
| Terracina      | 2 - 3       | Pisa           |
| Sambenedettese | 1 - 6       | Catania        |
| 6ª giornata    |             |                |
| Nettuno        | 8 - 3       | Terracina      |
| Catania        | 7 - 1       | Canalicchio CT |
| Sicilia        | 2 - 6       | Napoli         |
| Pisa           | 4 - 3       | Sambenedettese |

### Terza tappa
| Squadra 1      | Risultato       | Squadra 2      |
| 7ª giornata    | 7ª giornata     | 7ª giornata    |
| -------------- | --------------- | -------------- |
| Sambenedettese | 2 - 6           | Nettuno        |
| Canalicchio CT | 4 - 7           | Pisa           |
| Terracina      | 9 - 11          | Viareggio      |
| Napoli         | 3 - 9           | Catania        |
| 8ª giornata    |                 |                |
| Catania        | 10 - 7          | Nettuno        |
| Napoli         | 13 - 9          | Terracina      |
| Sicilia        | 2 - 4           | Viareggio      |
| Canalicchio CT | 2 - 3           | Sambenedettese |
| 9ª giornata    |                 |                |
| Canalicchio CT | 2 - 10          | Napoli         |
| Sambenedettese | 6 - 3           | Sicilia        |
| Terracina      | 2 - 4           | Catania        |
| Viareggio      | 4 - 4 (3-5 dtr) | Pisa           |

### Classifica
|  | Pos. | Squadra        | Pt | G | V | V+ | Vr | P | GF | GS | DR  |
|  | ---- | -------------- | -- | - | - | -- | -- | - | -- | -- | --- |
|  | 1.   | Pisa           | 22 | 8 | 7 | 0  | 1  | 0 | 34 | 21 | +13 |
|  | 2.   | Catania        | 21 | 8 | 7 | 0  | 0  | 1 | 48 | 21 | +27 |
|  | 3.   | Viareggio      | 13 | 8 | 4 | 0  | 1  | 3 | 49 | 33 | +16 |
|  | 4.   | Napoli         | 12 | 8 | 4 | 0  | 0  | 4 | 43 | 35 | +8  |
|  | 5.   | Sambenedettese | 11 | 8 | 3 | 1  | 0  | 4 | 25 | 28 | -3  |
|  | 6.   | Nettuno        | 10 | 8 | 3 | 0  | 1  | 4 | 43 | 39 | +4  |
|  | 7.   | Terracina      | 9  | 8 | 3 | 0  | 0  | 5 | 37 | 45 | -8  |
|  | 8.   | Sicilia        | 3  | 8 | 1 | 0  | 0  | 7 | 21 | 40 | -19 |
|  | 9.   | Catania SSD CT | 0  | 8 | 0 | 0  | 0  | 8 | 21 | 59 | -38 |

Legenda:
      Ammesse alla fase finale.
      Ammessa ai play-off per il mantenimento/conquista di un posto della Poule Scudetto 2023.
      Retrocessa in Poule Promozione 2023.
Regolamento:
Tre punti per la vittoria nei tempi regolamentari, due nel tempo supplementare, uno ai calci di rigore, zero per la sconfitta.